# اندری نلین
اندری نلین (انگلیسی: Andriy Nelin؛ زادهٔ ۱۷ ژوئیهٔ ۱۹۹۱) بازیکن فوتبال اهل اوکراین است.